# Artie Hatzes
Artie P. Hatzes (Havre de Grace, Maryland, EUA, 1957) és un astrofísic estatunidenc especialitzat en la detecció i caracterització de planetes extrasolars, dels quals n'ha descobert tres.
Nascut a Maryland en una família d'origen grec, el pare havia acurçat el seu llinatge original, Hatzigeorgios, a Hatzes, es traslladaren ben prest a Fort Worth, Texas.
El 1984 es doctorà al departament d'astronomia i astrofísica de la Universitat de Califòrnia a Santa Cruz sota la direcció de Steven Vogt. Després treballà a l'observatori McDonald de la Universitat de Texas a Austin, col·laborant amb Bill Cochran en la recerca de planetes extrasolars. És professor a la Universitat Friedrich Schiller de Jena i director de l'Observatori Karl Schwarzschild. Ha descobert els exoplanetes: Beta Gem b (1993), Epsilon Eridani b (2000) i HD 13189 b (2005).